# Jersey (barriera di sicurezza)

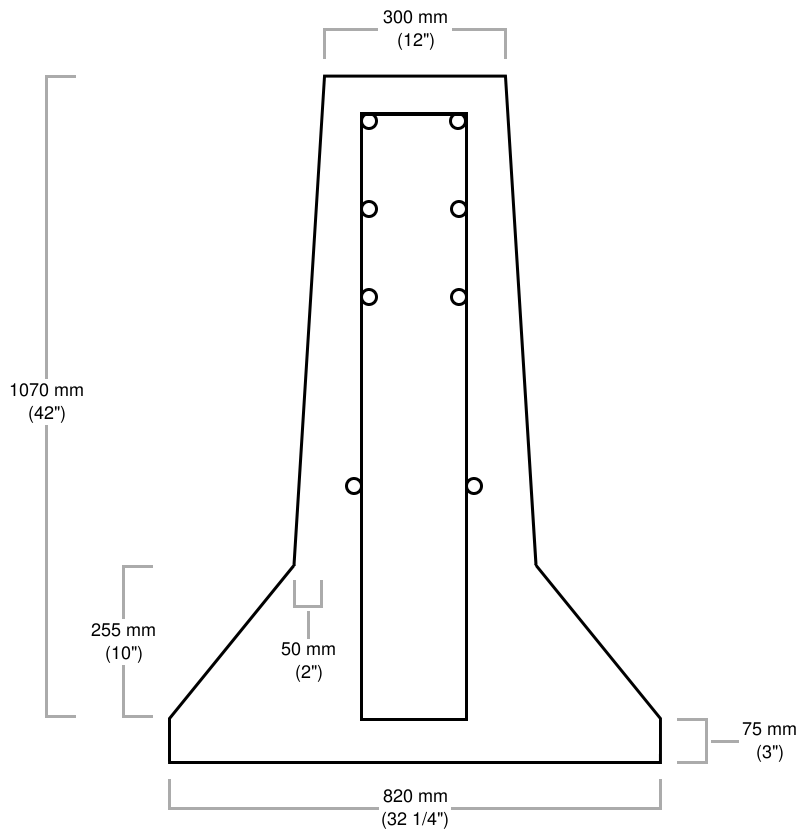
Versione alta 110 cm di una barriera jersey atta a deflettere sia automobili sia autotreni

Un jersey (detto anche New Jersey) è una barriera di sicurezza modulare di cemento, calcestruzzo o plastica, utilizzato per incanalare il flusso stradale oppure per delimitare provvisoriamente un'area di cantiere, utilizzato anche in situazioni di emergenza. 
Il suo profilo è volto a minimizzare il danno ai veicoli in caso di contatto accidentale, mantenendo nel contempo la capacità di prevenzione dei salti alla corsia opposta e conseguente scontro frontale. Il risultato è ottenuto permettendo alle gomme del veicolo di salire sul piede a base inclinata, la cui pendenza obbliga la ruota e quindi il veicolo ad allontanarsi dalla barriera.
Per questa caratteristica, nell'Ontario, Canada, sulle autostrade (400-series highways), sono state sostituite molte barriere metalliche esistenti di tipo guard rail, con una variante (Ontario tall wall) delle barriere a profilo tipo jersey. Prendono nome dallo stato degli USA che le adottò per primo.

## Tipi di barriera

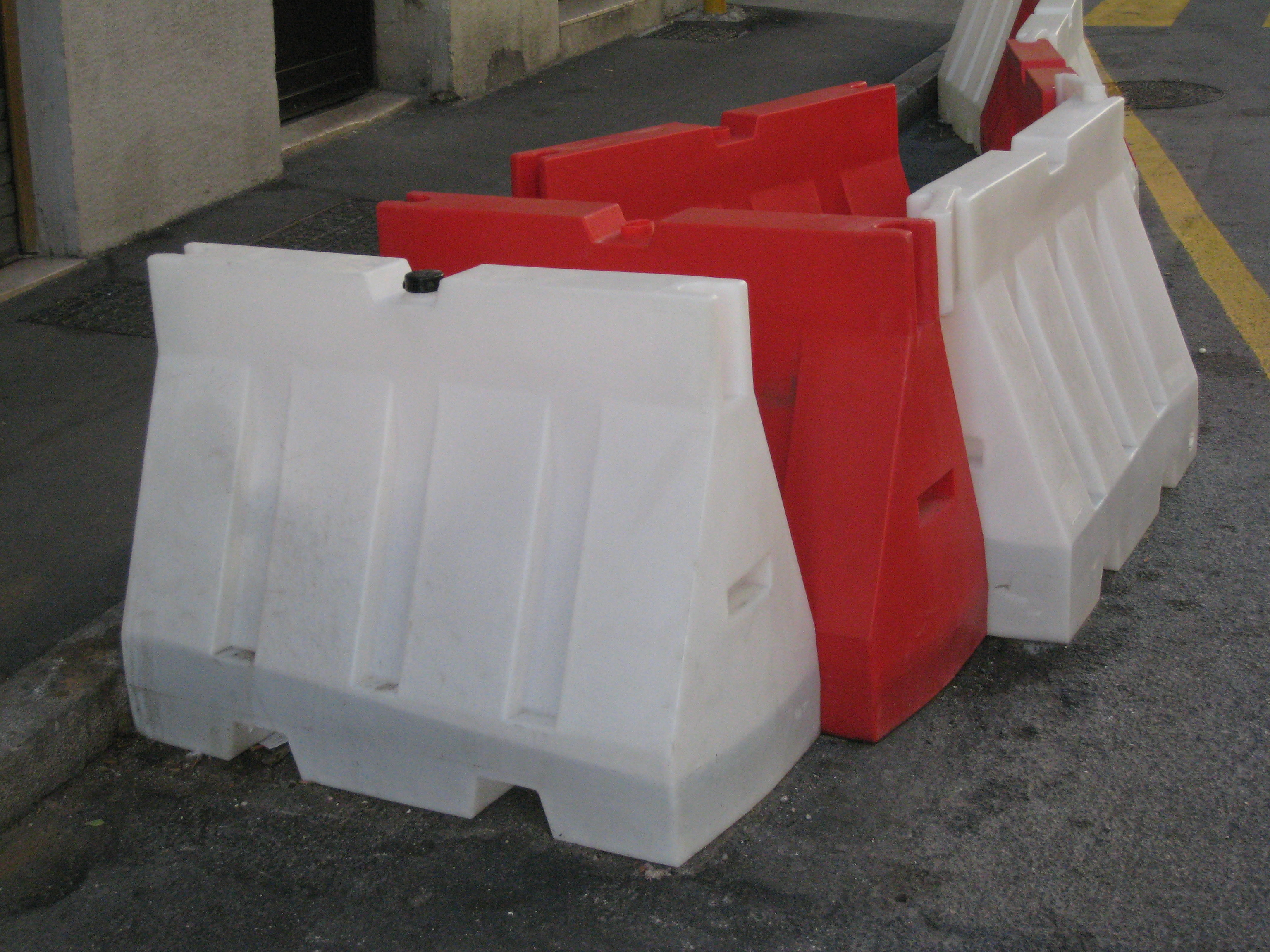
Barriere in plastica

Le barriere jersey possono essere di diverse forme e materiali a seconda della funzione che andranno a svolgere:
- In cemento armato, sono lunghe e mediamente alte, vengono utilizzate solitamente per cantieri autostradali; spesso svolgono anche la funzione di spartitraffico permanente in strade ad alta velocità.
- In PVC o PE, corte e di altezza ridotta, sono utilizzate nei cantieri urbani. Solitamente di colore rosso o bianco, possono essere cave per poter essere riempite di acqua o sabbia per garantire la stabilità sul piano stradale.

## Accessori

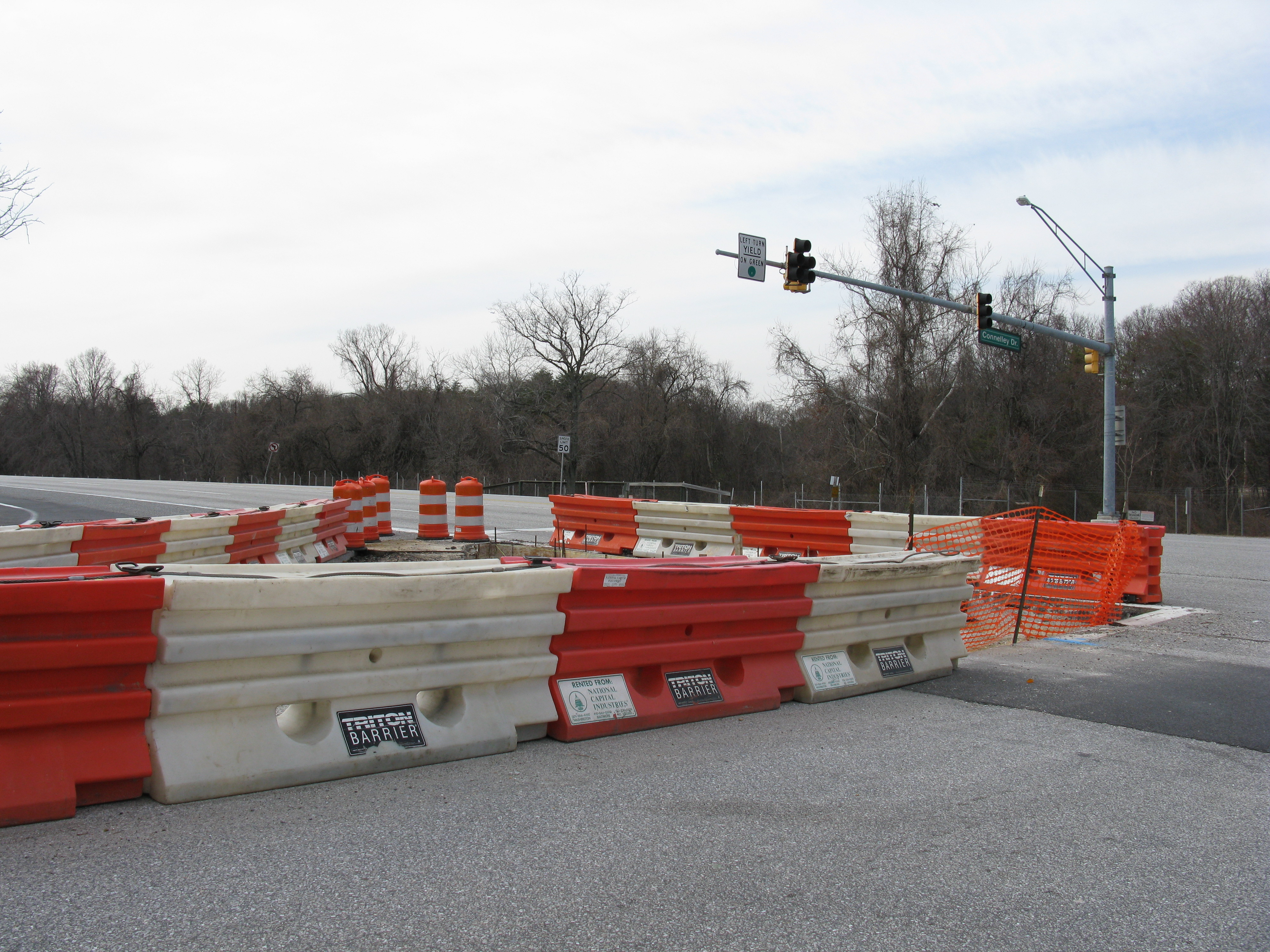
Un esempio di barriera Jersey

Le barriere jersey sono dotate di diversi accessori:
- Giunzioni, per unire più moduli adiacenti;
- Lampeggiante giallo e catarifrangenti, per migliorarne la visibilità;
- Ruote, per facilitarne lo spostamento;
- Fori, per l'applicazione di cartelli o paletti.

## Altri usi
Al seguito dell'attentato di Berlino del 19 dicembre 2016 in alcune città italiane sono state installate barriere di questo tipo a difesa delle aree pedonali e di altre zone sensibili per scongiurare altri attacchi terroristici con l'utilizzo di autocarri per travolgere la folla.